# 朱顒炔
伊簡王朱顒炔（1413年—1462年），明朝第二代伊王，厲王朱㰘的庶第一子，他在永樂二十二年（1424年）襲封伊王。

## 生平
朱顒炔縱容王府宦官侵擾百姓，洛陽的百姓頗為此感到厭惡。當時河南府知府李驥以律法稍稍約束之，竟被朱顒炔誣奏陷害下獄。等事件釐清後，朝廷下旨處罰伊王身邊之人。明英宗時上表於朝廷，文中多有不恭之處，屢次被譴責。
他在位三十八年，於天順六年（1462年）去世。子朱勉塣早卒，四年後其孫朱諟釩嗣位。另一子光阳荣靖王朱勉㘱，张氏所生。